# Dona amb cinta de vellut
Dona amb cinta de vellut (Femme au ruban de velours) és un oli sobre paper encolat sobre cartró de 54 × 45,5 cm realitzat per Amedeo Modigliani vers l'any 1915 i dipositat al Museu de l'Orangerie de París.

## Descripció
Dona amb cinta de vellut, anomenada també La dona d'Arles, anuncia, pel domini de les línies sinuoses, l'estilització característica del darrer període de Modigliani. A més, el rostre d'aquesta dona es desmarca clarament de la cabellera negra i del fons fosc i esdevé, així, quelcom semblant a una màscara. Un estudi de laboratori confirma la intenció de l'artista:
| « | "La radiografia és perfectament reveladora en aquest sentit. El tret que assenyala el contorn és fet de forma fluida, sense interrupcions. El record de les màscares negres ací evident, es concreta per la línia precisa i pura que envolta el rostre, aïllant els cabells, que són tractats a part." | » |

Però la influència de l'art africà o el d'Oceania, per bé que és innegable en Modigliani, no pot explicar per si mateixa l'esquematització de les seues figures. Tal com ens recorda Dorette Berthoud en relació amb els seus retrats:
| « | "Davant del model, l'artista deformava espontàniament la realitat. Retratista, sacrificava si calia la semblança i forçava el personatge fins a l'estereotip. Si bé ingenu, el seu art era molt elaborat, el dibuix precís, traçat d'una sola vegada sense aixecar el llapis. Treballava amb una facilitat, una seguretat que astorava els seus amics." | » |

D'altra banda, és un retrat que destaca per la puresa i l'estilització dels trets facials: la figura, amb els seus ulls buits sense pupil·les, s'assembla a una adaptació pictòrica dels experiments que Modigliani va realitzar amb les seues escultures de Têtes ('caps') i en els dibuixos i esbossos de cariàtides. El fons, curvilini, és força inusual en l'obra de l'artista i els seus tons foscos ofereixen un fort contrast amb la cara. Hom hi pot distingir dos arbres, a la dreta i l'esquerra de la figura. A més, el pintor empra pinzellades modulades i trencades, deixant el blanc de la tela ben visible. Aquesta forma de
divisionisme prové dels experiments que Modigliani va realitzar durant els anys 1914-1915. Només els cabells i la cinta negra són pintats uniformement d'un negre profund.